# マナミナ
マナミナは、株式会社ヴァリューズが運営する日本のニュースサイト。
マーケティングやユーザー調査に関するリサーチ・プランニング・ナレッジ記事などを公開している。

## 概要
データ分析やマーケティングコンサルティングを行う、株式会社ヴァリューズが運営するメディア。2019年7月8日にメディアがオープンした。
「まなべるみんなのデータマーケティング・マガジン」をコンセプトに、市場動向や消費者インサイト、マーケティングのノウハウを発信している。「データマーケティング」の中核となる「リサーチとプランニング」をテーマに、リサーチでは、常に変化する市場や消費者動向の調査データを公開。
2025年2月現在、マナミナとして「Facebook」「X」「Instagram」「TikTok」「YouTube」のアカウントを保有している。
初代編集長は星 妙佳が就任。